# Moulin d'Évegnée
De Moulin d'Évegnée is een voormalige watermolen op de Ruisseau d'Évegnée in het tot de Belgische gemeente Soumagne behorende dorp Evegnée, gelegen aan de Rue du Ry d'Évegnée.
Deze bovenslagmolen fungeerde als korenmolen.
Reeds vóór 1800 stond op deze plaats een molen. Het waterrad en het binnenwerk werden verwijderd en wat bleef was een natuurstenen gebouw dat tegenwoordig als woning in gebruik is.